# Chú ếch kiêu căng
Chú ếch kiêu căng (tiếng Nga: Квака-задавака) là một bộ phim hoạt hình thể thao của đạo diễn V.Golikov, ra mắt lần đầu năm 1975.

## Nhạc phim
- Ca khúc chủ đề